# Ming di
Ming di (n. 15 iunie 28 d.Hr., Luoyang, Republica Populară Chineză – d. 5 septembrie 75 d.Hr., Luoyang, Republica Populară Chineză) a fost un împărat chinez din timpul dinastiei Han. El a fost al doilea fiu al împăratului Guangwu , iar în timpul domniei sale budismul a pătruns în China.

## Ming di și budismul
Un mit mai vechi relatează că împăratul Ming di ar fi avut într-o noapte un vis ciudat în care îi apărea în față un om de aur . A doua zi, împăratul a spus miniștrilor săi ce a visat, iar unul dintre miniștri iar fi spus că este vorba de Buddha Shakyamuni, o divinitate din India. Curios, Ming di a trimis o delegație în India să aducă mai multe informați despre acest Buddha . Delegația s-a întors în China cu o imagine a lui Buddha, câteva sūtre și însoțită de doi călugări budiști . Încântat de principiile și învățăturile budismului, Ming di a ordonat în anul următor construirea Templului Calului Alb din Luoyang, primul templu budist din China.
1. 1 2 3  China Biographical Database